# آشفتگی ۳: هوی متال
آشفتگی ۳: هوی متال (به انگلیسی: Turbulence 3: Heavy Metal) فیلمی محصول سال ۲۰۰۱ و به کارگردانی جرج مونتسی است. در این فیلم بازیگرانی همچون جان من، مانیکا اشنیر، گابریل انور، جو مانتگنا، کریگ شفر، روتخر هاور، برنی کولسون، مایک دوپود، الکس زاهارا، کیت رابینز، رایان رابینز و زک سانتیاگو ایفای نقش کرده‌اند.
این فیلم دنباله فیلم‌های آشفتگی و آشفتگی ۲ است.